# Барашево (деревня, Тверская область)
Барашево — деревня в Старицком районе Тверской области. Входит в состав сельского поселения «станция Старица».

## География
Находится в южной части Тверской области на расстоянии приблизительно 3 км на юго-запад по прямой от административного центра поселения деревни Старица.

## История
Деревня была отмечена ещё на карте 1825 года. В 1859 году здесь (деревня Старицкого уезда) было учтено 8 дворов, в 1941 году — 24.

## Население
Численность населения: 91 человек (1859 год), 33 (русские 100 %) в 2002 году, 21 в 2010.